# Silviakaka

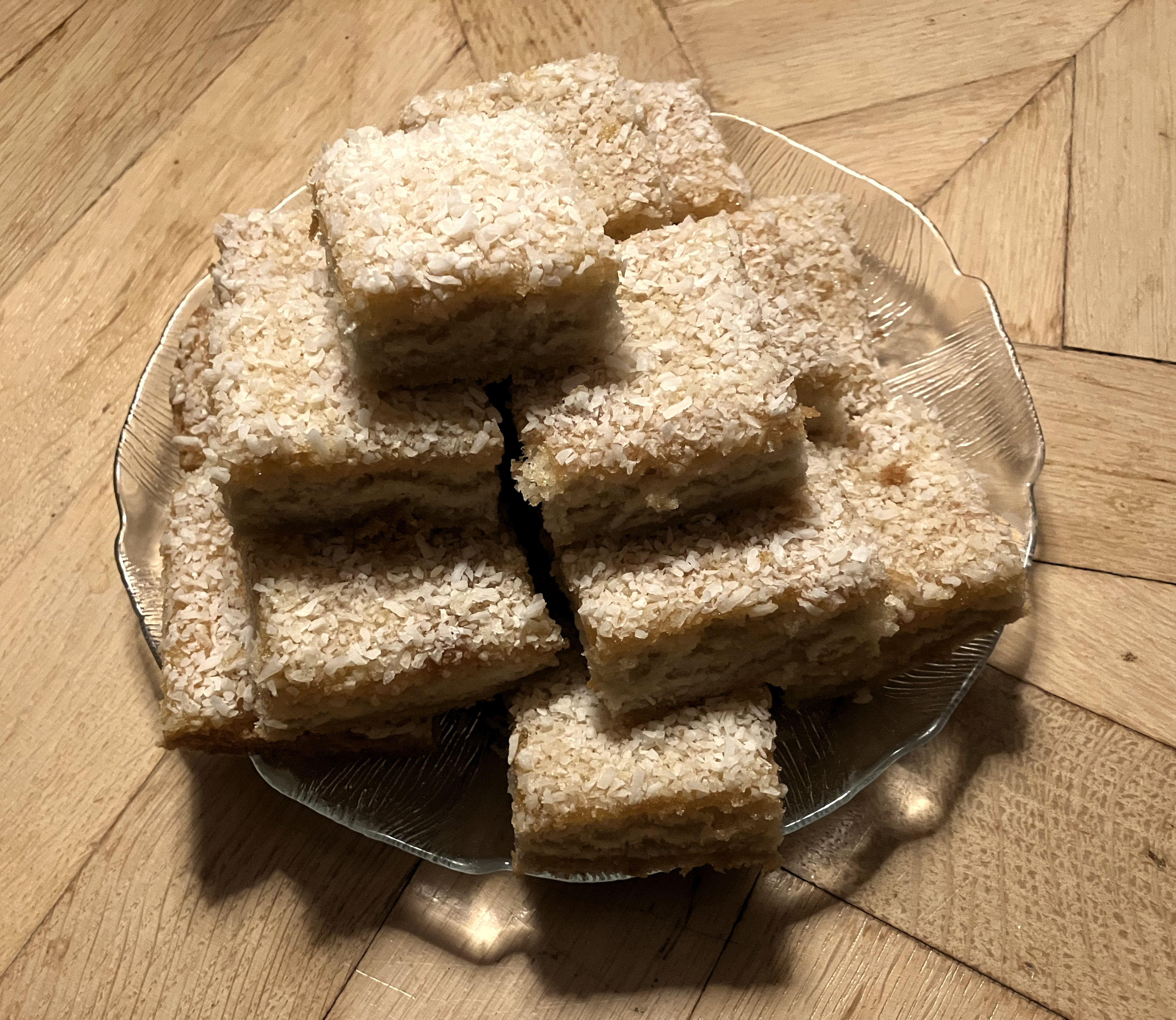
Tallrik med uppskurna och upplagda bitar av silviakaka.

Silviakaka är en mjuk kaka baserad på sockerkaka, med glasyr toppad av kokosflingor. Toppningen är därmed av samma typ som på kärleksmums.

## Tillagning
Kakan är i grunden en sockerkaka, baserad på kraftigt vispat ägg och strösocker, irört vetemjöl och bakpulver samt en mindre del vatten. Minst en äggula ska dock sparas till glasyren.
Glasyren är baserad på smält smör, socker och vaniljsocker samt tillsatt äggula. Efter påbredning av glasyren på den färdiga kakan strösslas kokosflingor över glasyren.

## Namn och servering
Namnet silviakaka är av oklart ursprung, där en bakkunnig Silvia eller ett bageri med det namnet är några teorier. Andra namn på kakan är solkaka, gula faran (= gul och farligt god), gula kakan, sverigekaka, silviarutor eller gula rutor. Kakan tillverkas ofta i en djup och lång ugnsform, när den färdiga kakan serveras som fyrkantiga "rutor".